# Pseudophilautus nemus
Espèce
Synonymes
- Philautus nemus Manamendra-Arachchi & Pethiyagoda, 2005

Statut de conservation UICN

 CR B1ab(iii)+2ab(iii) : 
En danger critique
Pseudophilautus nemus est une espèce d'amphibiens de la famille des Rhacophoridae.

## Répartition
Cette espèce est endémique du Sri Lanka. Elle se rencontre entre 60 et 660 m d'altitude dans le sud-ouest de l'île.

## Étymologie
Son nom d'espèce, du latin nemus, « bois, forêt », lui a été donné en référence au fait que l'unique spécimen enregistré a été découvert dans une forêt dense..

## Publication originale
- Manamendra-Arachchi & Pethiyagoda, 2005 : The Sri Lankan shrub-frogs of the genus Philautus Gistel, 1848 (Ranidae: Rhacophorinae), with description of 27 new species. The Raffles Bulletin of Zoology, Supplement Series, no 12, p. 163-303 (texte intégral).